# Skógafoss

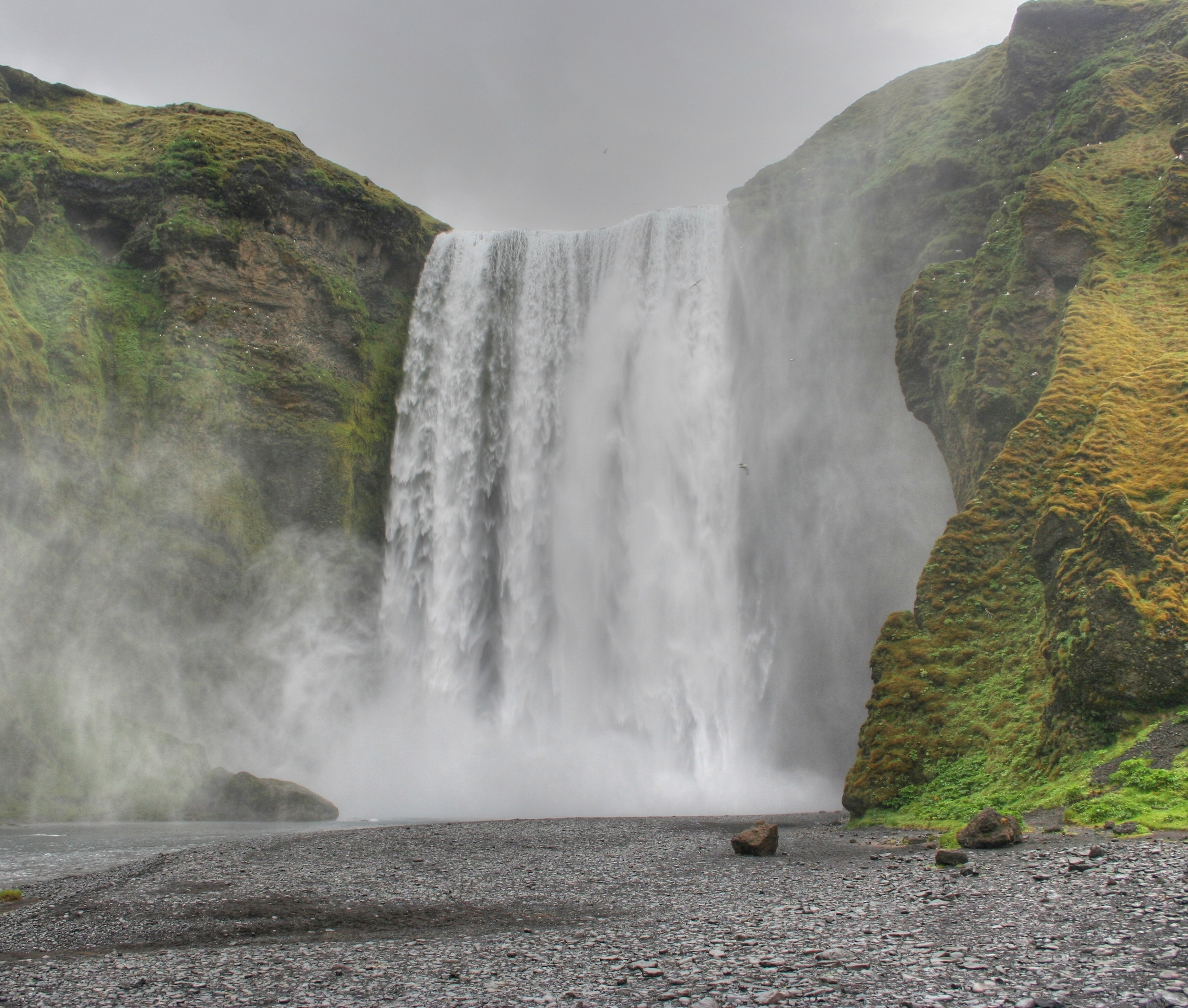
Skógafoss

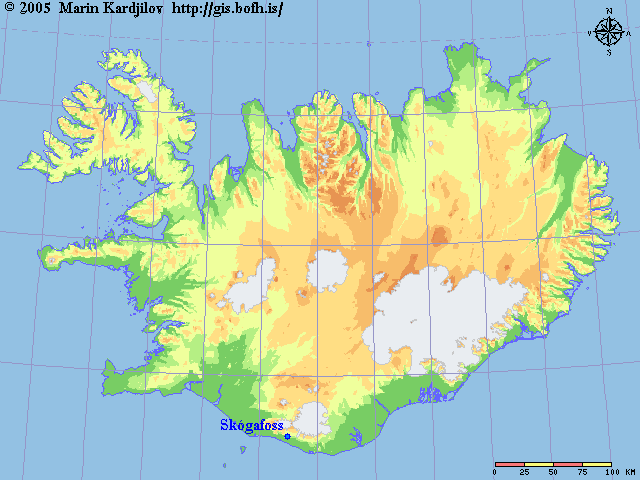
Poloha Skógafossu na Islandu

Vodopád Skógafoss (česky Lesní vodopád)  na řece Skóga leží na jihu Islandu poblíž města Skógar. Padá z bývalých pobřežních útesů, které se dnes nacházejí asi 5 kilometrů od moře. Táhnou se stovky kilometrů a oddělují pobřeží od islandské vysočiny.
Skógafoss je jedním z největších a také nejkrásnějších vodopádů na Islandu. Je 25 metrů široký a 60 metrů vysoký.
Napájí jej řeka Skógá, na níž je vodopádů více. Díky vodní tříšti, která vodopád obklopuje, lze za slunného počasí pozorovat jednoduchou či dvojitou duhu.
Východně od vodopádu vede turistická stezka ze Skógaru do vnitrozemí. Prochází průsmykem Fimmvörðuháls, který leží mezi ledovci
Eyjafjallajökull a Mýrdalsjökull, a končí v údolí Þórsmörk, kde se napojuje na slavnou Laugavegur vedoucí do Landmannalaugaru.